# 瓦爾邁區
11°05′48″S 77°36′46″W / 11.0967°S 77.6129°W
瓦爾邁區（西班牙語：Distrito de Hualmay），是秘魯的一個區，位於該國中南部利馬大區的瓦烏拉省，始建於1918年12月6日，面積5.81平方公里，海拔高度22米，2005年人口26,603，人口密度每平方公里4,600人。